# 1966 في سوريا
فيما يلي قوائم الأحداث التي وقعت خلال عام 1966 في سوريا.

## سياسة

### انتهاء فترة المنصب
- 1 يناير – أمين الحافظ رئيس سوريا.

## أفلام
من الأفلام التي صدرت هذه السنة في سوريا:
- 1 يناير – القاهرون
- 1 يناير – سائق الشاحنة

## مواليد

### يناير
- 1 يناير – رياض فريد حجاب سياسي سوري.
- 1 يناير – عمر سليمان نجم سوريا الأول.

### مايو
- 30 مايو – عمار عبد الحميد

### أكتوبر
- 31 أكتوبر – محمد عفش لاعب كرة قدم سوري.

### نوفمبر
- 24 نوفمبر – سوزان نجم الدين

## وفيات

### يناير
- 1 يناير – نسيب البكري (مواليد 1888) سياسي سوري وزعيم قومي.